# Kifwebe
Un kifwebe ou bwadi bwa kifwebe est un masque des Songye ou Luba du Congo.

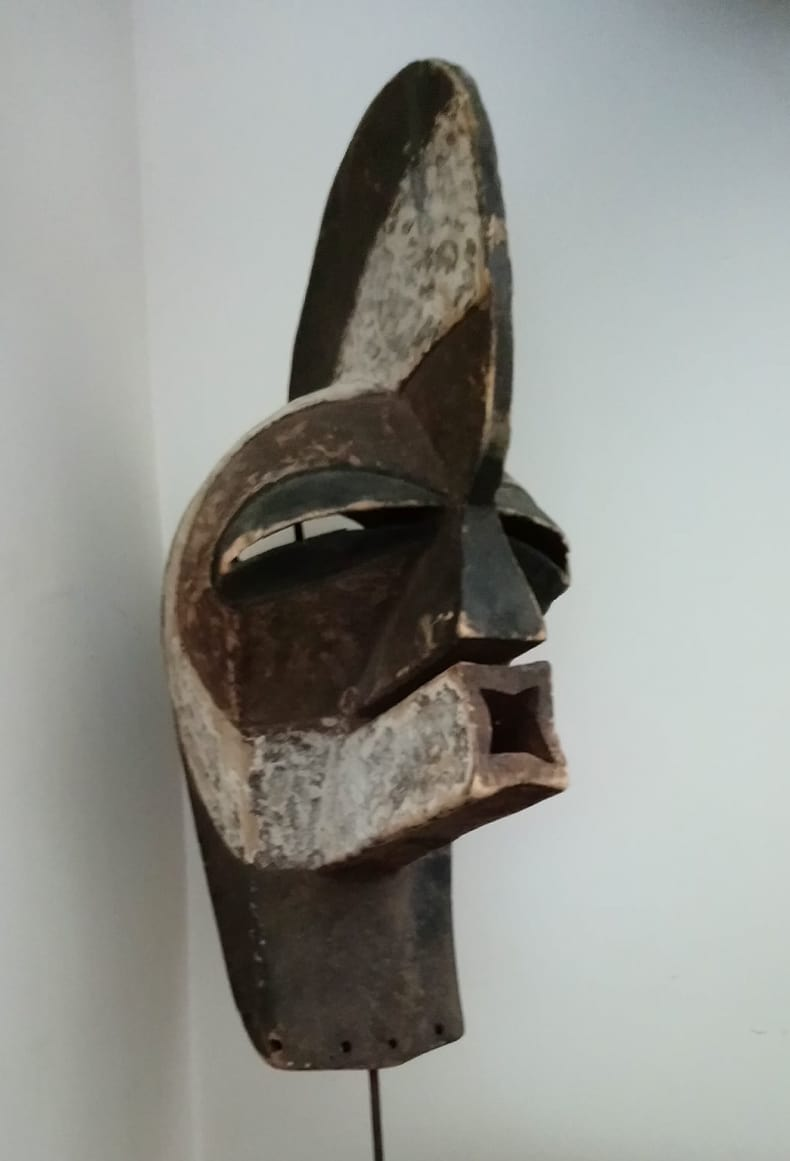
Masque Kifwebe des Songye

## Caractéristiques et usages
Ces masques présentent presque toujours des stries (incisées ou peintes) à leur surface et ils sont parfois ronds chez les Luba. Ils étaient utilisés lors de cérémonies des sociétés kifwebe au cours desquelles étaient pratiquées des danses du même nom, les masques étaient alors habillés de barbes de longues fibres végétales fixées à des trous sur les bords du masque(figure A). Quand ces barbes étaient absentes (absence de trous de fixation sur l bordure du masque) on les appelait des Kabemba (=éperviers).

## Galerie

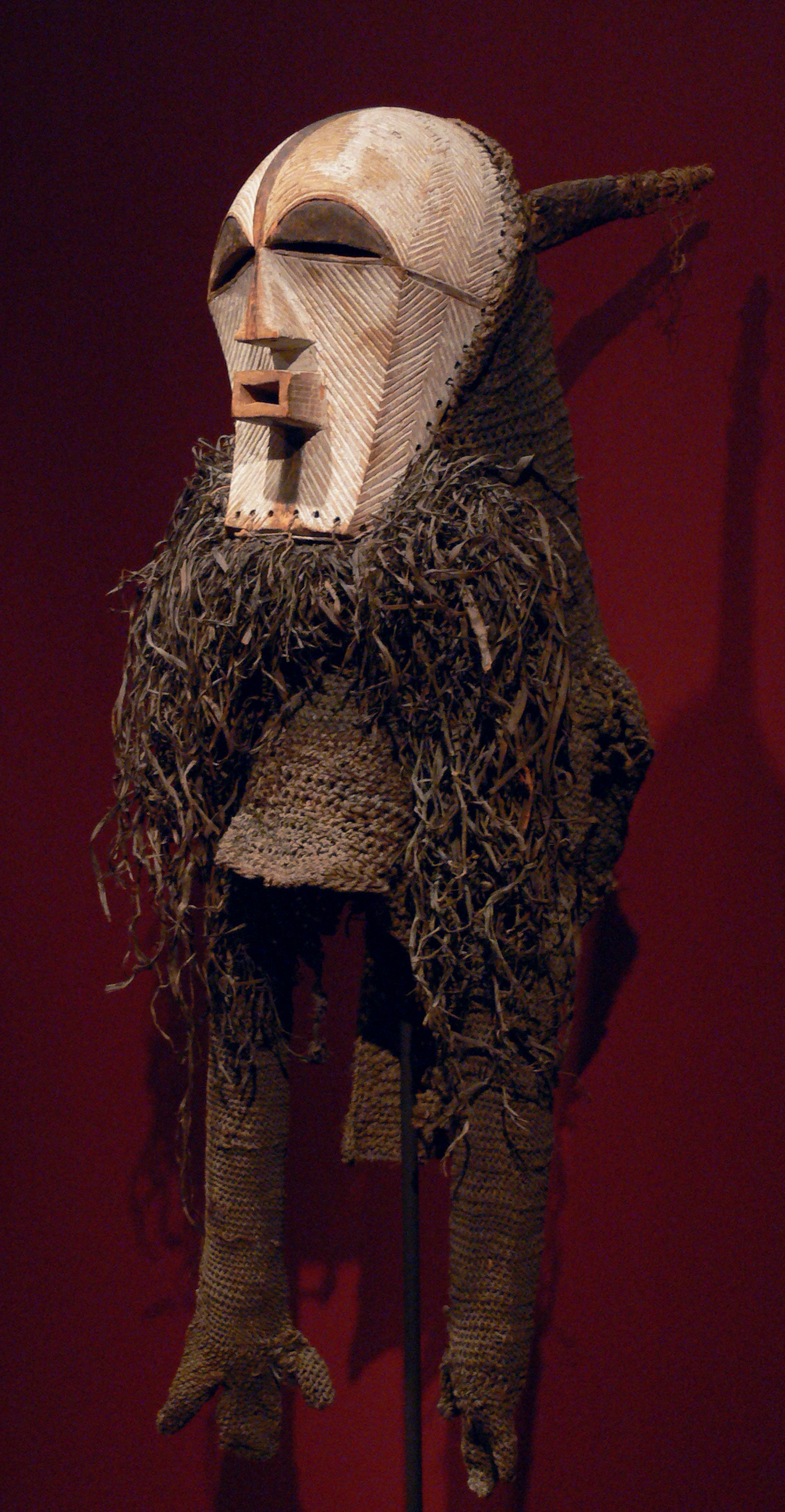
Figure A : Kifwebe avec barbe de fibres
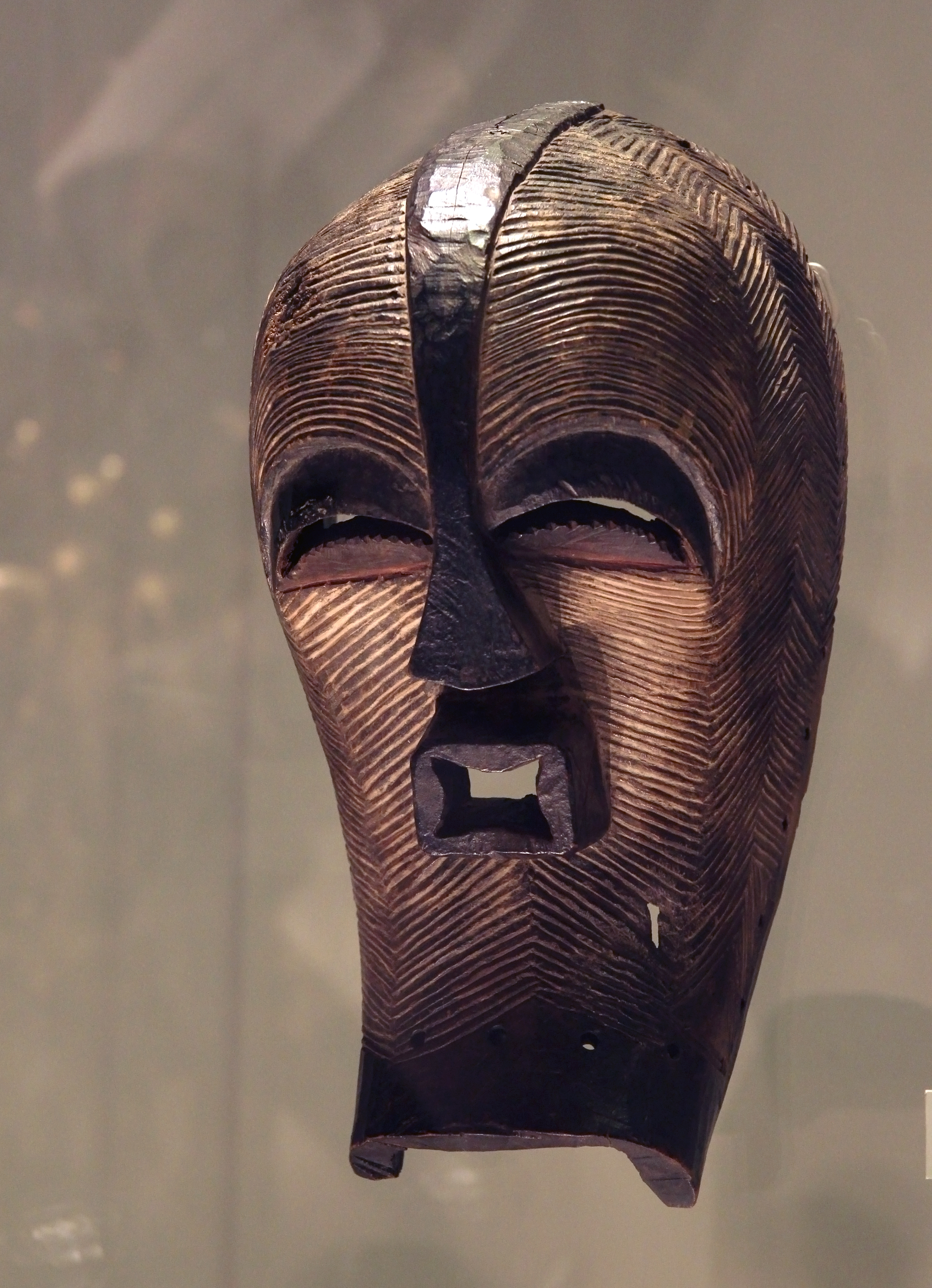
Kifwebe Songye
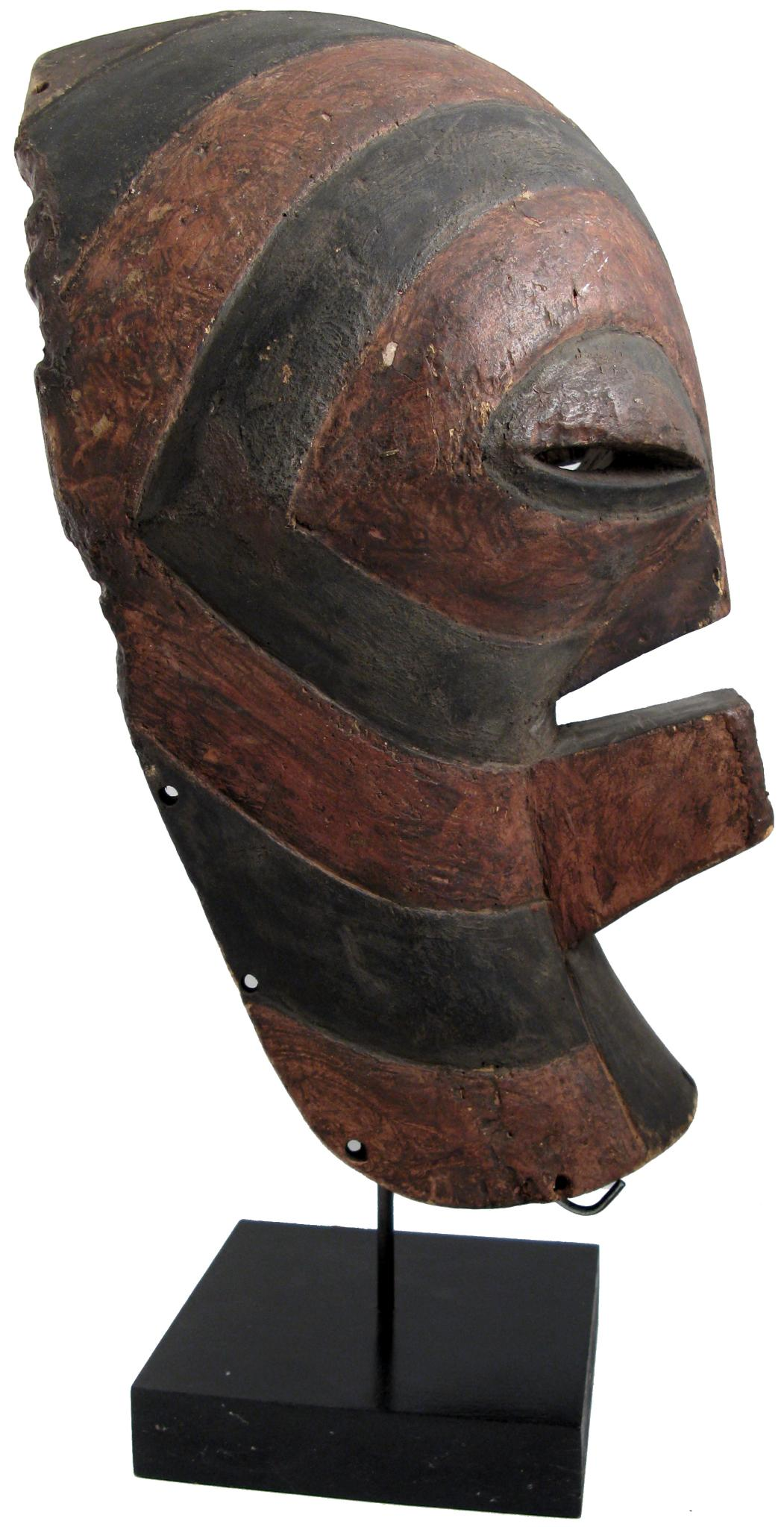
Forme peinte
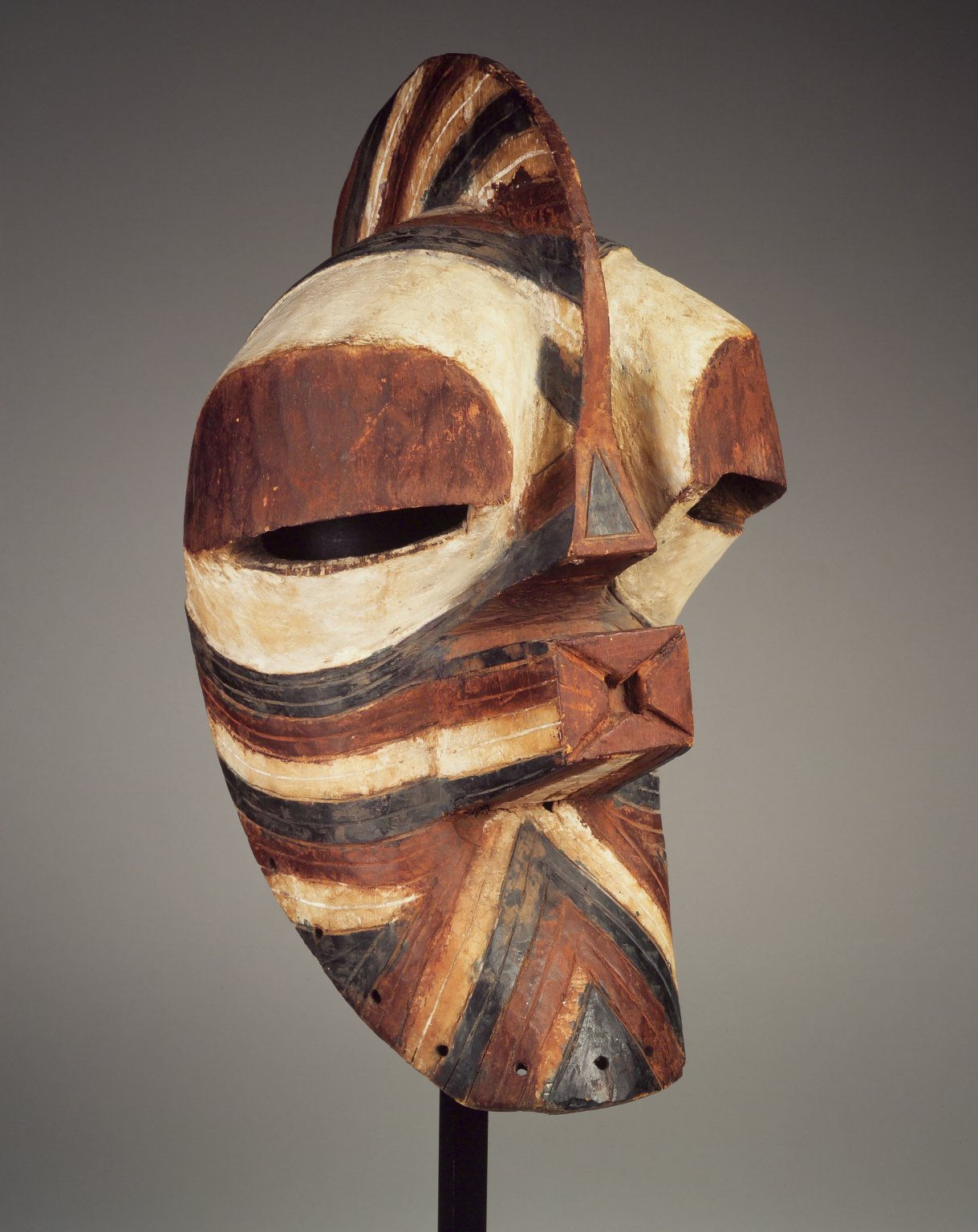
Masque peint
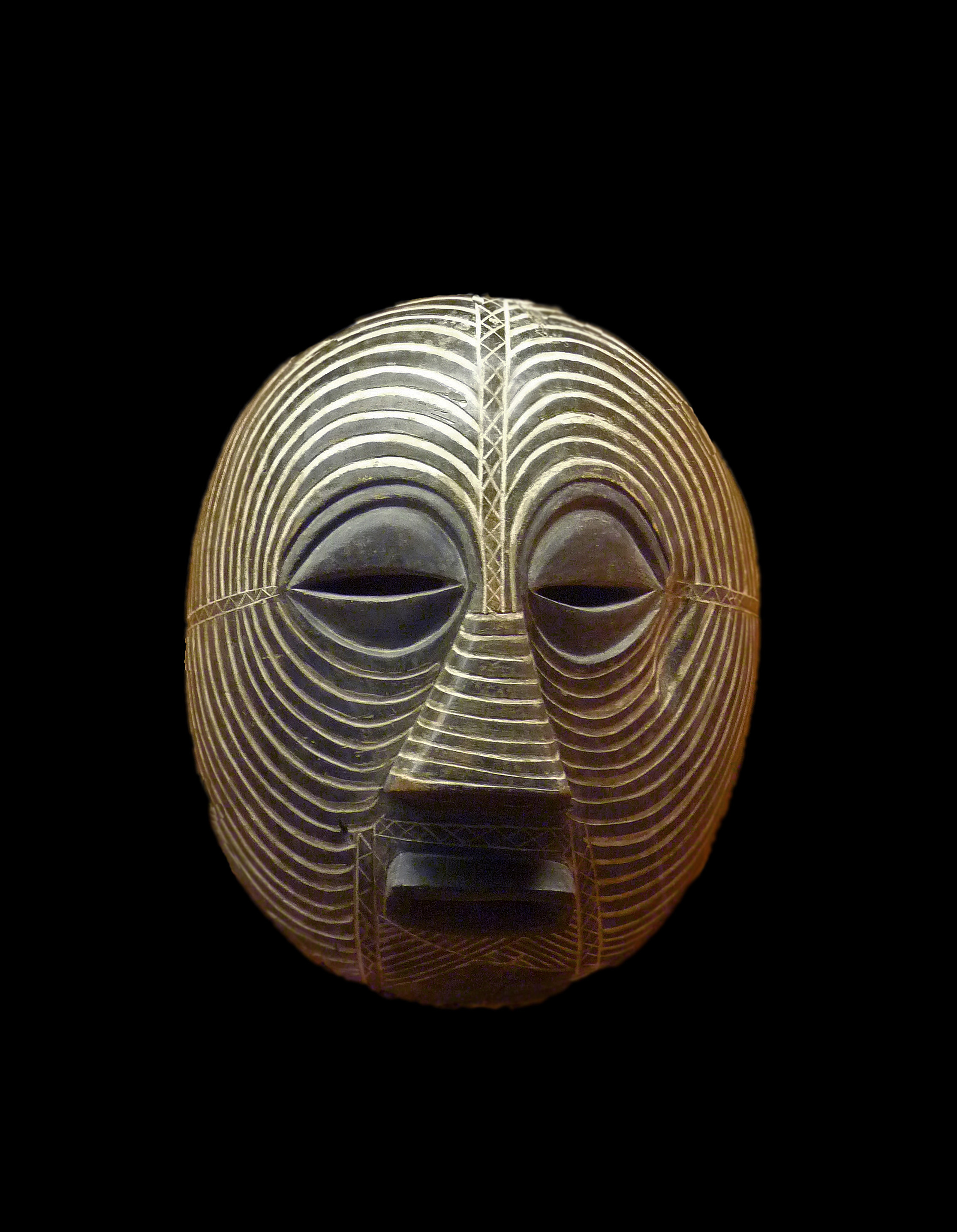
Kifwebe à stries rond des Luba